# Sher Bahadur Thapa
Sher Bahadur Thapa (nepali: शेरबहादुर थापा), född den 20 november 1921, stupad i strid den 19 september 1944, var en fältjägare vid 9th Gurkha Rifles Brittisk-indiska armén. Han belönades postumt med Viktoriakorset när han i San Marino tillsammans med sin gruppchef anföll ett fientligt värn. Sedan gruppchefen svårt sårats fortsatte fältjägare Thapa ensam anfallet och oskadlig|gjorde flera fientliga kulsprutor innan han stupade.